# Nová Lhota
Nová Lhota là một làng thuộc huyện Hodonín, vùng Jihomoravský, Cộng hòa Séc.